# João Araújo
João Araújo, all'anagrafe João Alfredo Rangel de Araújo (Rio de Janeiro, 1935 – Rio de Janeiro, 30 novembre 2014), è stato un produttore discografico brasiliano.

## Biografia
Iniziò a lavorare all'età di 14 anni ricoprendo varie mansioni nei locali notturni di Copacabana. Fu poi assunto all'Odeon (oggi EMI) e successivamente alla Philips (odierna Universal). Durante questo periodo conobbe Gal Costa, Caetano Veloso e Jorge Ben Jor.
Nel 1957 si sposò. Il 4 aprile 1958 nacque l'unico figlio della coppia, Agenor de Miranda Araújo Neto, divenuto poi un cantante di successo col nome d'arte Cazuza.
Nel 1969 fondò e iniziò a guidare l'etichetta musicale di Rede Globo, Som Livre, che nei primi anni essenzialmente commercializzò le colonne sonore delle telenovelas prodotte dal network, per poi pubblicare anche gli album di vari artisti tra cui il figlio (che gli premorì nel 1990), Xuxa, Ronnie Von, Djavan, Emilio Santiago, Rita Lee, Gilberto Gil, Guilherme Arantes, Novos Baianos, Lulu Santos, Nara Leão. Dopo 38 anni abbandonò l'attività.
Nel 2007 divenne il primo brasiliano a vincere il Grammy Latino nella categoria dei produttori discografici.
Affetto da una malattia cardiovascolare, morì per infarto il 30 novembre 2014 nella sua casa di Rio. All'apertura del testamento la vedova scoprì che egli aveva lasciato tutto il suo denaro a un figlio segreto, Carlos Augusto Filgueira Magioli. Di nascosto dalla famiglia, il discografico nel 2009 si era sottoposto all'esame del DNA per appurare che Filgueira Magioli fosse veramente figlio suo. Tutti questi fatti vennero resi noti solo nel 2020.

## Nella cultura di massa
- Nel film Cazuza: O tempo não para, João Araújo è interpretato da Reginaldo Faria.